# Gordon Hessler
Gordon Hessler (Berlín, 12 de desembre de 1930 − Londres, 19 de gener de 2014) va ser un director de cinema estatunidenc d'origen alemany.

## Biografia
Nascut a Berlín (Alemanya), va ser criat a Anglaterra i va estudiar a la Universitat de Reading. Quan era adolescent, va traslladar-se als Estats Units i va dirigir una sèrie de documentals i pel·lícules curtes. Els Universal Studios van contractar Hessler com a lector per les sèries de televisió Alfred Hitchcock Presents. Va fer de muntador dues temporades (1960–1962) per aquella sèrie, després va fer d'ajudant de producció per The Alfred Hitchcock Hour de 1962 fins a la seva anul·lació el 1965. Va dirigir episodis d'aquella sèrie i molts altres espectacles, incloent Hawaii Five-O i Sara.
Dins 1969, va dirigir la seva pel·lícula de característica del debut, La caixa oblonga, protagonitzada per Vincent Leonard Price. Va ser el primer de tres pel·lícules de terror que Hessler dirigiria amb la veterana estrella, les altres dues van ser Cry of the Banshee (1970) i No paris de xisclar (1970). Altres pel·lícules de Hessler inclouen Assassinats en la Rue Morgue (1971), El viatge fantàstic de Simbad (1974), Pray For Death (1985) i The Girl in a Swing (1988) protagonitzada per Meg Tilly, una adaptació de la novel·la de fantasmes de Richard Adams. La majoria de la feina de Hessler a partir dels anys 1970 va ser a la televisió.

## Filmografia[4]
- 1965: Catacombs
- 1969: The Last Shot You Hear
- 1969: La caixa oblonga (The Oblong Box)
- 1969: De Sade
- 1970: No paris de xisclar (Scream and Scream Again)
- 1970: Cry of the Banshee
- 1971:  Murders in the Rue Morgue amb Jason Robards, Herbert Lom i Christine Kaufmann
- 1972: Embassy
- 1973: Medusa
- 1973: Scream, Pretty Peggy (TV)
- 1974: Skyway to Death (TV)
- 1974: Hitchhike! (TV)
- 1974: A Cry in the Wilderness (TV)
- 1974: El viatge fantàstic de Simbad (The Golden Voyage of Sinbad)
- 1974: Betrayal (TV)
- 1976: Atraco en la jungla
- 1977: The Strange Possession of Mrs. Oliver (TV)
- 1978: Puzzle (TV)
- 1978: Secrets of Three Hungry Wives (TV)
- 1978: KISS Meets the Phantom of the Park (TV)
- 1979: Tales of the Unexpected (TV)
- 1979: Little Women (sèrie TV)
- 1980: The Secret War of Jackie's Girls (TV)
- 1981: Evil Stalks This House (TV)
- 1983: Escape from El Diablo
- 1985: Pray for Death
- 1987: Rage of Honor
- 1987: The Misfit Brigade
- 1988: The Girl in a Swing
- 1989: Out on Bail
- 1992: Kabuto